# Buri (kommun)
Buri är en kommun i Brasilien.   Den ligger i delstaten São Paulo, i den södra delen av landet, 900 km söder om huvudstaden Brasília. Antalet invånare är 18 566.
Följande samhällen finns i Buri:
- Buri

Omgivningarna runt Buri är huvudsakligen savann. Runt Buri är det glesbefolkat, med 20 invånare per kvadratkilometer.